# Ulica Reformacka w Krakowie
Ulica Reformacka  – ulica w Krakowie, w dzielnicy I Stare Miasto, na Starym Mieście.
Obecna ulica jest częścią dawnej, obecnie w większości nieistniejącej uliczki biegnącej wzdłuż murów miejskich, która w średniowieczu otaczała całe miasto. Biegnie od Placu Szczepańskiego do ulicy św. Marka. Ma długość 135 metrów. W obecnym kształcie uformowała się w związku z powstaniem klasztoru reformatów w 3 ćw. XVII wieku. Aktualna nazwa weszła do użytku w połowie XIX wieku. Środek ulicy był w 3 i 4 ćw. XVIII wieku wewnętrzną drogą klasztorną.
Obecna zabudowa ulicy pochodzi z początku XX wieku i z okresu dwudziestolecia międzywojennego. Przy początku ulicy, na rogu Placu Szczepańskiego, znajduje się wzniesiony w latach 1933–1935 budynek Komunalnej Kasy Oszczędnościowej w Krakowie.

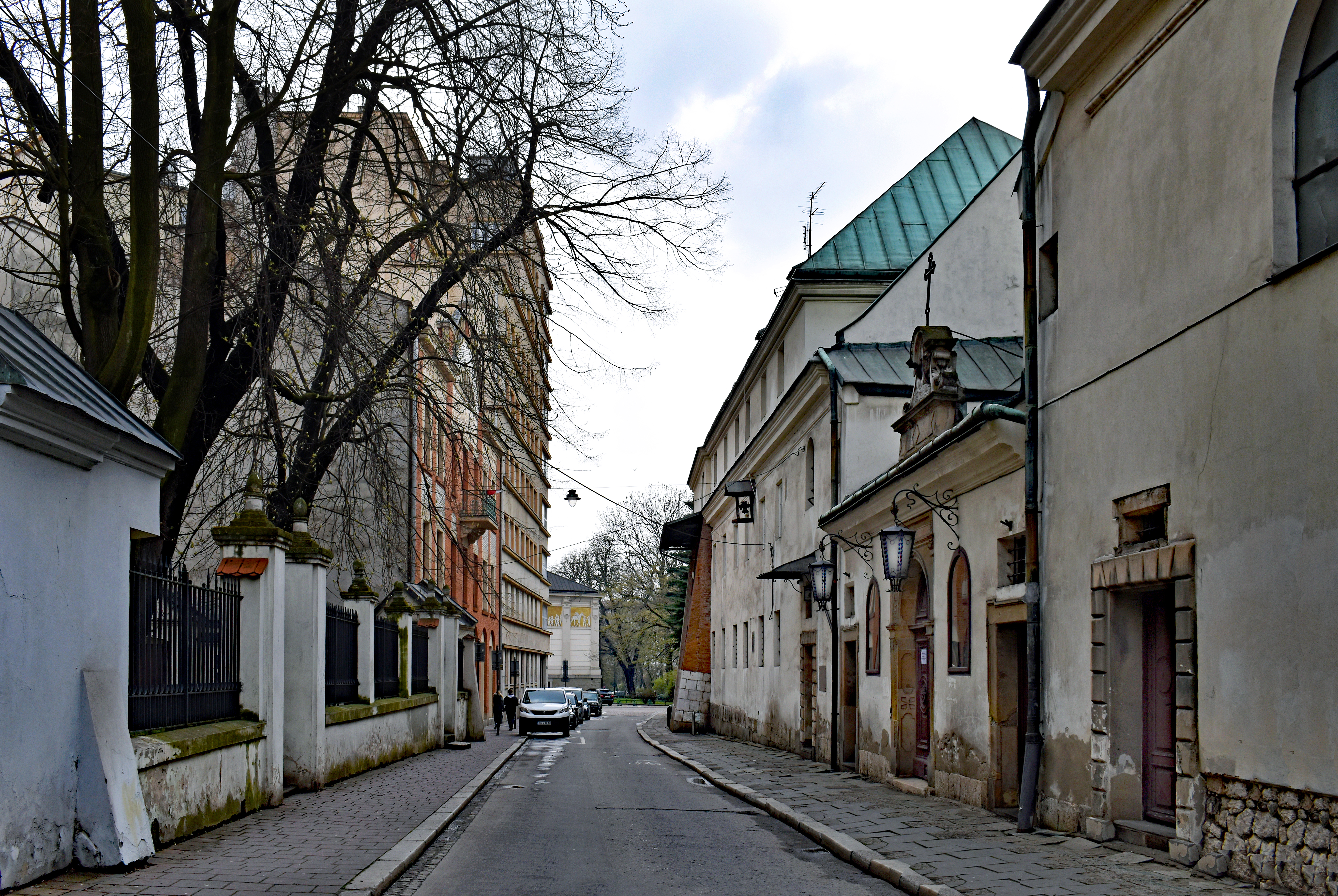
Ulica widziana z północy. Po lewej, w ogrodzie, dawny cmentarz obecnie stacje drogi krzyżowej.
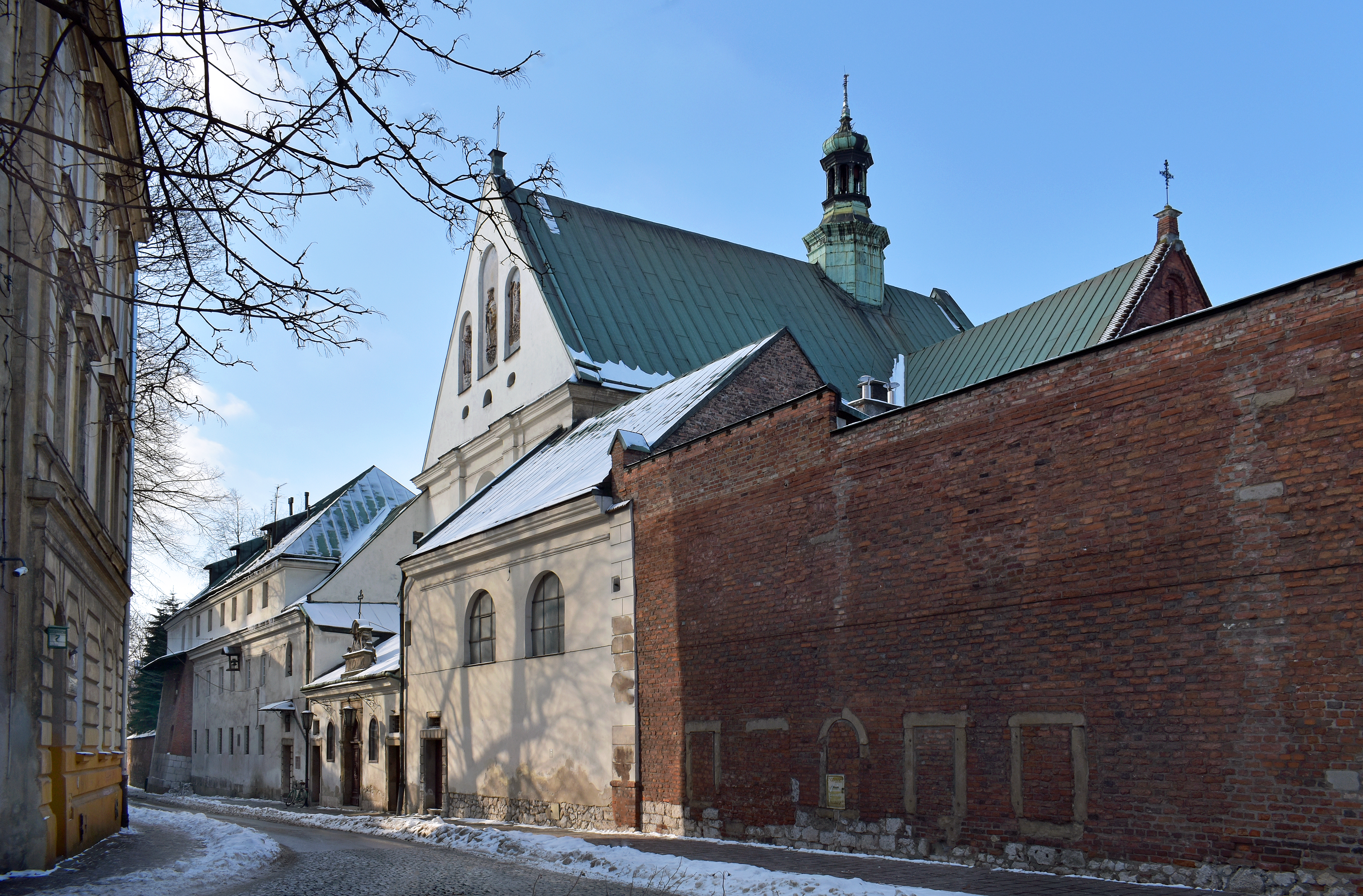
Klasztor i kościół reformatów.